# Schneeberg (Unterfranken)
 For alternative betydninger, se Schneeberg. (Se også artikler, som begynder med Schneeberg)
Schneeberg er en købstad (markt) i Landkreis Miltenberg i Regierungsbezirk Unterfranken i den tyske delstat Bayern.

## Geografi
Schneeberg ligger i Geo-Naturpark Bergstraße-Odenwald, syd for Miltenberg, ved grænsen til Baden-Württemberg i region Bayerske Untermain.
Ud over Schneeberg, ligger i kommunen landsbyerne Hambrunn og Zittenfelden.

## Historie
Schneeberg hørte til Storhertugdømmet Hessen-Darmstadt, men kom i 1816 under Bayern. Den nuværende kommune blev dannet ved forvaltningsreformen i 1818 .

### Trafik
Banegården ligger på strækningen Seckach-Miltenberg, som også kaldes Madonnenlandbahn.